# Cinque case reggenti
Le Cinque case reggenti (五摂家; go-seike o go-sekke) è un termine collettivo per le cinque famiglie del clan Fujiwara. I capi di queste famiglie monopolizzarono la posizione di Sekkan nella Corte Imperiale giapponese di Kyoto tra il XII e il XIX secolo. Le cinque case sono Konoe, Takatsukasa, Kujō, Ichijō e Nijō.
Il clan Fujiwara aveva anche altre famiglie, ma tradizionalmente solo queste cinque potevano beneficiare della reggenza. Erano le famiglie politicamente più potenti tra i kuge (ufficiali di corte).
Mentre la famiglia imperiale giapponese sosteneva di discendere dalla dea Amaterasu, nella tradizione Fujiwara, il clan discendeva da un altro antico Kami noto come Ame-no-Koyane. Questo rende queste due le uniche famiglie giapponesi a rivendicare l'ascendenza divina. Questa è anche la base della tradizione secondo cui un tennō (imperatore) può sposare solo una donna Fujiwara o della stessa casa imperiale - poiché anche l'imperatrice deve avere antenati divini.
In effetti, tutte le consorti dell'imperatore dal periodo Heian al periodo Edo erano della Casa Fujiwara, con una notevole eccezione: Tokugawa Masako, figlia del secondo shogun Tokugawa Hidetada, divenne la moglie dell'imperatore Go-Mizunoo. Questo matrimonio servì principalmente a legare insieme la casa imperiale e lo shogunato Tokugawa di recente costituzione.